# Мігель Альфонсо Герреро
Мігель Альфонсо Герреро (ісп. Miguel Alfonso Herrero, нар. 29 липня 1988, Бурджасот) — іспанський футболіст, півзахисник клубу «Реал Вальядолід».

## Ігрова кар'єра
Народився 29 липня 1988 року в місті Бурджасот. Вихованець футбольної школи місцевого клубу «Бурджасот».
У дорослому футболі дебютував 2006 року виступами за рідну команду «Бурджасот», в якій провів один сезон у Терсері, взявши участь у 38 матчах чемпіонату.
Після відходу з рідного «Бурхасот», він перейшов в «Валенсію» і почав грати за другу команду. Після низки травм півзахисників основної команди (Рубена Барахи, Еду та Мануеля Фернандеша), він був покликаний Унаї Емері в основну команду, і дебютував в Ла Лізі 6 грудня 2008 року в матчі проти «Барселони», зігравши в підсумку 20 хвилин. Матч закінчився поразкою Валенсії з рахунком 0:4 (до цього він уже з'являвся в матчі кубка проти клубу «Португалете»). В основному складі Мічел вперше вийшов на поле 3 березня 2009 року в матчі проти «Нумансії», програному «Валенсією» з рахунком 1:2.
На початку червня 2010 року Мічел, який провів на полі в сезоні 2009/10 всього лише 28 хвилин, був відданий в оренду в «Депортиво» (Ла-Корунья), з яким зайняв останнє місце в Ла Лізі , але в Сегунді наступного сезону вже грав за інший клуб — «Еркулес», куди також був відданий в оренду.
В червні 2012 року Мічел розірвав свій контракт з «Валенсією» і підписав трирічний контракт з іншим валенсійським клубом «Леванте». У своєму першому і єдиному сезоні за клуб Мігель 8 голів у 51 офіційному матчі, в тому числі 2 в 11 іграх Ліги Європи. 
10 травня 2013 року Мічел домовилися про повернення до «Валенсії», підписавши трирічний контракт. Сума трансферу склала 420 тис. євро. Дебютував вдруге за «кажанів»  17 серпня, відігравши всі 90 хвилин в переможному домашньому матчі проти «Малаги» (1:0). Наразі встиг відіграти за валенсійський клуб 4 матчі в національному чемпіонаті.

## У збірній
У збірній Іспанії Мічел виступав лише на молодіжному рівні в команді до 21 року, провівши 2009 року у футболці збірної 4 матчі та відзначившись одним голом.